# Кулагин, Сергей Сергеевич
Сергей Сергеевич Кула́гин (8 октября 1914 — 15 июня 1981, Москва) — советский актёр театра и кино. Заслуженный артист РСФСР (1969).

## Биография
Родился 8 октября 1914 года.
В 1936 году окончил студию при ЦТКА и стал актёром этого театра (позднее — ЦАТСА).
Скончался 15 июня 1981 года. Похоронен в Москве на Ваганьковском кладбище (участок № 36).

## Творчество

### Роли в театре
- «Копилка» Э. Лабиша и А. Делакура — Ренадье
- «Южный узел» А. А. Первенцева — Р. Я. Малиновский
- «Учитель танцев» Л. де Веги — Тебако
- «Учитель» — Егор
- «Давным-давно» А. К. Гладкова — М. И. Кутузов
- «Укрощение строптивой» Шекспира — Грумио
- «Ревизор» Н. В. Гоголя — Пётр Иванович Бобчинский
- «Поднятая целина» М. А. Шолохова — Тит Бородин
- «Женитьба» Н. В. Гоголя — Иван Кузьмич Подколёсин
- «Женитьба Бальзаминова» А. Н. Островского — Михайло Дмитриевич Бальзаминов
- «Остров сокровищ» Р. Л. Стивенсона — Джон Сильвер
- «Физики» Ф. Дюрренматта — Фосс

Среди его режиссёрских работ — «Первый бал Вики» Г. Приеде.

## Фильмография
- 1940 — Любимая девушка — Пётр Иванович, сослуживец Добрякова (нет в титрах)
- 1946 — Глинка — сановник (нет в титрах)
- 1953 — Беззаконие (к/м) — сосед Мигуева (нет в титрах)
- 1953 — Великий воин Албании Скандербег — Хасан-бей
- 1961 — Битва в пути — снабженец
- 1961 — В начале века — жандарм
- 1961 — Укрощение строптивой — Грумио
- 1965 — Фитиль (№ 33, «Компот») — эпизод (нет в титрах)
- 1966 — Берегись автомобиля — директор пивной
- 1966 — Три толстяка — 1-й толстяк
- 1969 — Сюжет для небольшого рассказа — купец Грибов
- 1970 — Посланники вечности — Михаил Терещенко
- 1973 — Дон Паскуале — Малатеста (поёт Иван Бурлак)
- 1976 — Иван Фёдорович Шпонька и его тётушка — Григорий Григорьевич Сторченко
- 1976 — Легенда о Тиле — толстый монах
- 1979 — Следствие ведут ЗнаТоКи. Подпасок с огурцом — гость (нет в титрах)